# Pararge hyglaea
Pararge hyglaea är en fjärilsart som beskrevs av Paul Mabille 1888. Pararge hyglaea ingår i släktet Pararge och familjen praktfjärilar. Inga underarter finns listade i Catalogue of Life.